# Jerdacuttup (rivier)
De Jerdacuttup is een rivier in de regio Goldfields-Esperance in West-Australië.

## Geschiedenis
John Forrest vermeldde de naam van de rivier in 1870. Landmeter Price gebruikte de naam eveneens in 1875-76. Forrest spelde Jerdacuttup als 'Jerticutup' en Price als 'Jerdacat' en 'Verdicat'. De naam is afgeleid van de aborigineswoorden Jerda en Carte die respectievelijk "grote vogel" en "hoofd" betekenen.

## Geografie
De Jerdacuttup ontstaat onder Mount Short, ten noorden van Ravensthorpe. De rivier voert het water van de oostelijke zijde van het Ravensthorpe-gebergte af. De rivier stroomt, afhankelijke van de bron 65, 75 of 103 kilometer in zuidzuidoostelijke richting, over de kustzandvlakte, en mondt uit in de Jerdacuttup-meren ten oosten van Hopetoun. Deze meren worden permanent van de Indische Oceaan gescheiden door dichtbegroeide zandduinen die 8 tot 10 meter hoog zijn. De meren liggen binnen een natuurreservaat.
Het stromen van de rivier is seizoensgebonden. Dit wordt veroorzaakt door de lage gemiddelde jaarlijkse neerslag in het gebied en het ontbreken van aquifers. Het water in de rivier is zilt.
De Jerdacuttup wordt door onder meer volgende waterlopen gevoed:
- Moolyall Creek (262 m)
- Woodenup Creek (199 m)
- Cordingup Creek (144 m)
- Carlingup Creek (137 m)
- Boaiup Creek (131 m)
- Bandalup Creek (77 m)
- Burlabup Creek (48 m)

Nabij Kundip bevindt zich een significante komatiietafzetting.

## Klimaat
De gemiddelde jaarlijkse neerslag in het 1.818 km² grote stroomgebied van de Jerdacuttup bedraagt 430 mm. Voor het 2.320 km² grote stroomgebied is dit 423 mm. Het stroomgebied kent een droog mediterraan klimaat.

## Fauna en flora

### Fauna
Een aantal studies van rond de eeuwwisseling (2000) wees uit dat in het stroomgebied 110 vogelsoorten, 35 reptielensoorten, 16 inheemse zoogdiersoorten, 8 kikkersoorten en 4 vissoorten leven. Enkele soorten daarvan zijn bedreigd of kwetsbaar:
- thermometervogel
- westelijke zwiepfluiter
- dunsnavelraafkaketoe
- zwartkopplevier
- Pseudomys shortridgei
- tammarwallaby
- ruitpython

### Flora
Enkele veel voorkomende bomen en struiken die in het stroomgebied groeien zijn:
- Eucalyptus eremophila
- Eucalyptus oleosa
- Eucalyptus redunca
- Eucalyptus uncinata
- Eucalyptus occidentalis
- Eucalyptus pleurocarpa
- Allocasuarina campestris
- Calothamnus quadrifidus
- Banksia lemmaniana
- Eucalyptus tetraptera
- Eucalyptus preissiana
- Banksia media
- Hakea coryombosa
- Banksia preissiana